# Solární ohřev vody

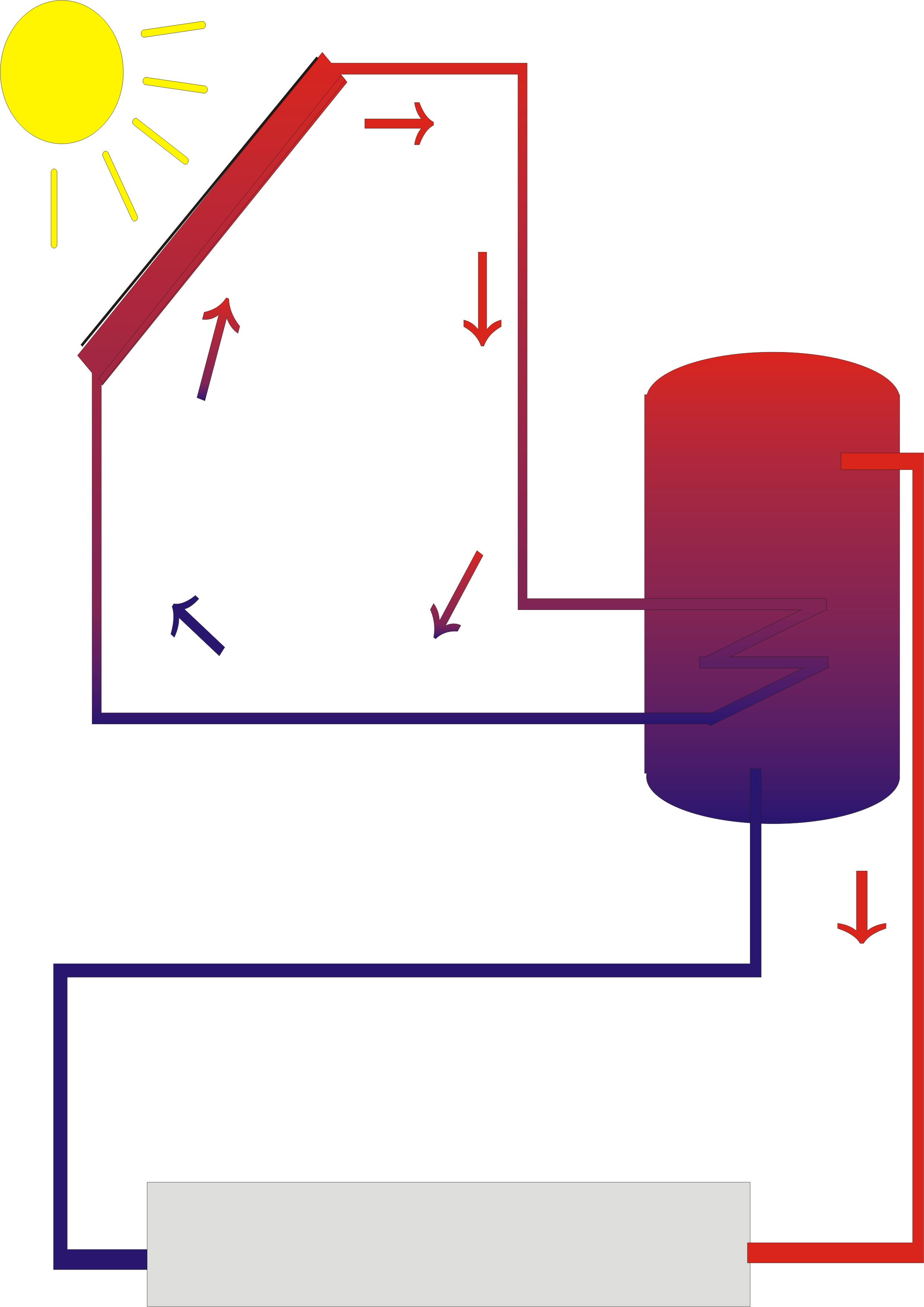
Ohřev vody a solární panel

Solární ohřev vody je jednoduchý princip, používaný k ohřevu vody za pomocí solárních kolektorů.

## Fyzikální popis
Sluneční paprsky dopadají na tzv. sběrač solárního kolektoru. Sběračem se rozumí vrstva, plocha uvnitř panelu, která je určená k absorpci slunečních paprsků. Kolektory se dělí na několik typů. Např. deskové ploché solární panely, trubicové vakuové, ploché vakuové a podobně. Vrstvy uvnitř panelů mohou být selektivní nebo neselektivní, rozdíl je ve schopnosti pohlcování slunečního záření. Principielně dochází k tomu, že tato vrstva se rozpálí od slunce a ohřívá nemrznoucí kapalinu v solárním panelu. Ta je pak dále přenášena do výměníku. Vrchní vrstva kolektorů je opatřena sklem různé tloušťky a kvality v závislosti na typu výrobku. Sálání získaného tepla zpět do prostředí je ošetřeno kvalitní izolací nebo vakuem.
Tyto systémy se dají využít na: solární ohřev vody, solární ohřev vody a přitápění, solární ohřev vody v bazénu a různé další kombinace.

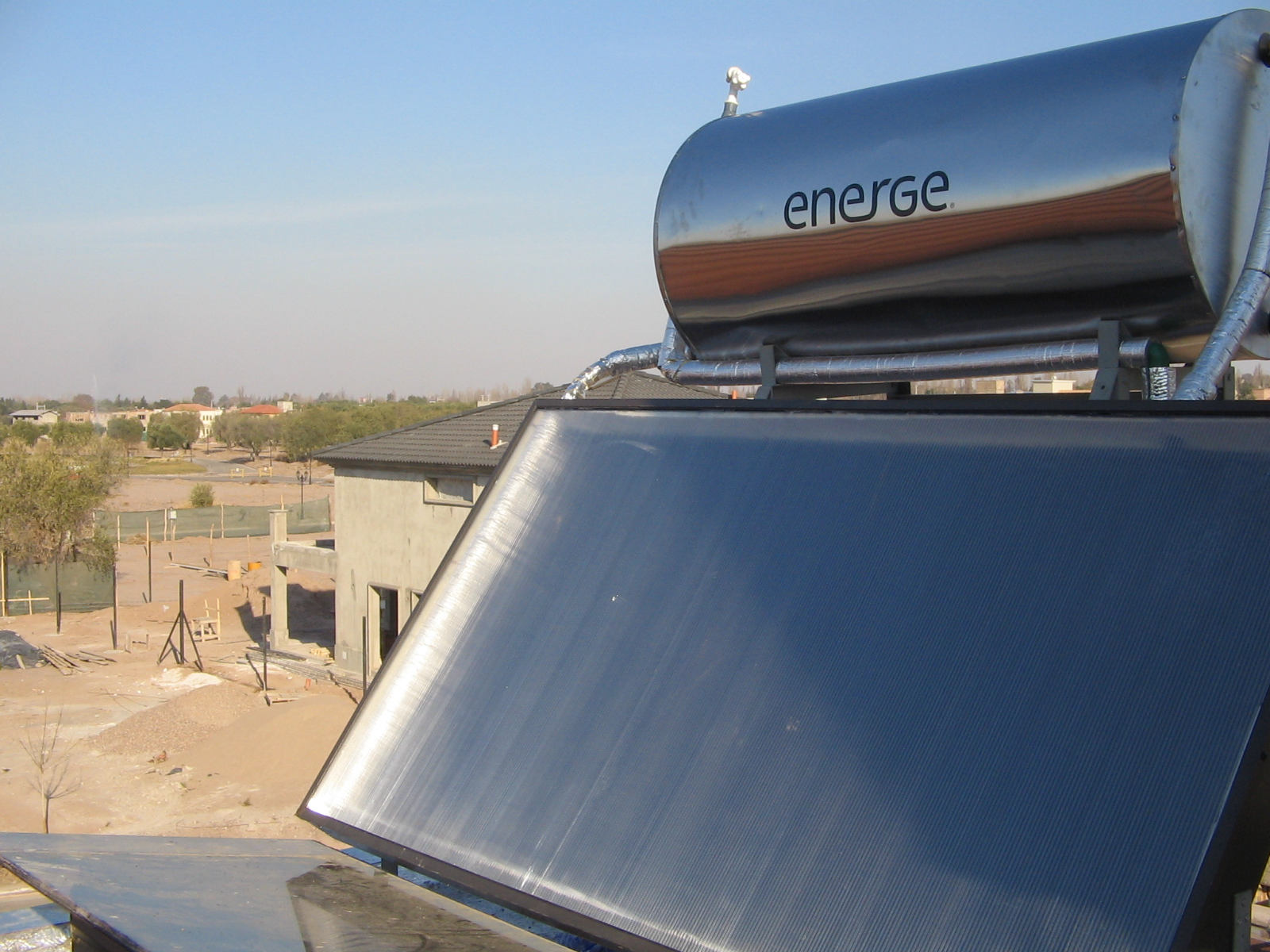
termosifonový plochý solární kolektor (ohřívač vody) vyfotografovaný na střeše domu

## Solární panely na ohřev vody

### Ploché, nekryté plastové kolektory
Tyto panely slouží ve většině případů k ohřevu bazénové vody. Tento kolektor má velké tepelné ztráty a je závislý na venkovních podmínkách.

### Ploché neselektivní solární kolektory
Jedná se o zasklený plochý, deskový kolektor s kovovým absorbérem, nejčastěji hliníkovým s neselektivním, černým nátěrem. Tyto kolektory se v našich podnebních podmínkách vyskytují méně, neboť nedosahují takových výkonů jako kolektory se selektivní vrstvou.

### Ploché selektivní kolektory
Tento kolektor je nejrozšířenějším typem solárního panelu vůbec, je určen pro celoroční provoz. Jedná se o kolektor se selektivní vrstvou, která dokáže zachytit i difúzní záření (záření odražené v atmosféře). Kvalitní izolace zabezpečuje co nejmenší ztráty vlivem sálání do prostředí. Tyto solární panely jsou vhodné pro ohřev vody, ohřev vody a přitápění, ohřev vody bazénu. tento typ solárního panelu je nejrozšířenějším na evropském kontinentu.

### Plochý vakuový kolektor
Jedná se o deskový kolektor se selektivní vrstvou. Uvnitř kolektoru se nachází vakuum, které zabezpečuje nízké tepelné ztráty vlivem sálání. Tyto kolektory mohou být použity pro ohřev TUV, ohřev vody a přitápění, nebo jiné další průmyslové využití s vysokými provozními teplotami

### Jednostěnný vakuový trubkový kolektor
Z hlediska konstrukce je tento typ obdobný jako kolektor plochý. Lamala absorbéru je navařena na měděné potrubí, kterým protéká teplonosná kapalina. Lamala bývá navařena ultrazvukově nebo laserově. Díky vakuu, které je uvnitř kolektoru jsou tepelné ztráty sáláním do prostředí sníženy na minimum. Trubkové kolektory patří procentuálně mezi nejrozšířenější na asijských trzích. Tyto kolektory patří mezi nejúčinnější ve vztahu teplot do 150 °C ve vztahu k ploše zasklení.